# Comuna Ciutești, Nisporeni
Comuna Ciutești este o comună din raionul Nisporeni, Republica Moldova. Este formată din satele Ciutești (sat-reședință) și Valea Nîrnovei.

## Demografie
Conform datelor recensământului din 2014, comuna are o populație de 1.530 de locuitori. La recensământul din 2004 erau 1.850 de locuitori.

## Administrație și politică
Componența Consiliului local Ciutești (11 consilieri), ales la 5 noiembrie 2023, este următoarea:
|  | Partid                            | Consilieri | Componență | Componență | Componență | Componență | Componență | Componență |
|  | --------------------------------- | ---------- | ---------- | ---------- | ---------- | ---------- | ---------- | ---------- |
|  | Partidul Social Democrat European | 6          |            |            |            |            |            |            |
|  | Partidul Acțiune și Solidaritate  | 5          |            |            |            |            |            |            |